# 에이텀
에이텀(Atum Co., Ltd.) 주식회사는 스마트폰 고속충전기에 사용되는 Transformer를 개발·양산하는 한국의 기업이다. 대표이사는 한택수이며 경기도 안산시 단원구 별망로 677 (초지동) 19-5에 위치해 있다.

## 투자
시리즈 B 투자에 하이비젼시스템, 성우전자, 빌랑스인베스트먼트기 투자하였다.
르네상스자산운용이 에이텀에 약 160억원을 투자하였다
선박 엔진 핵심기업 디에스티를 150억원 규모로 인수했다.

## 상장
하나증권을 주관사로 코스닥 시장에 기술특례상장하였다.

## 참고문헌
1. ↑  신동윤, 한택수 에이텀 대표 “국내 유일 ‘평판형 트랜스’로 전기차 부문 세계 1위 노린다” 헤럴드경제, 2023년 10월 28일
2. ↑  대규모 투자 유치에 성공한 에이텀, 소재·부품 전문기업 인증 … 내년도 상장 준비에 나서, 와우TV, 2020-04-22
3. ↑  반준환 기자, 에이텀, 전기차 신성장동력 확보…시리즈B 40억펀딩에 60억몰려, 머니투데이, 2022.08.21
4. ↑  김창현, 르네상스자산운용, 에이텀 대박에 경이로운 펀드수익률 기록, 머니투데이, 2023년 12월 2일
5. ↑  www.etnews.com (2025년 2월 28일). “에이텀, 선박 엔진 핵심기업 디에스티 인수”. 2025년 3월 7일에 확인함.
6. ↑  윤진현, '충전기용 트랜스' 제조사 에이텀, 1300억 밸류 근거는, 더벨, 2023년 10월 13일
7. ↑  김효진, 공모규모 117억 확정 에이텀 "몰딩 코일과 평판 트랜스 기술로 EV시장 본격 진출", 더스탁, 2023.11.18

## 같이 보기
- 파워넷
- 솔루엠
- 알에프텍
- 르네상스자산운용
- 성우전자
- 하이비젼시스템
- 빌랑스인베스트먼트